# Cratere Scoresby

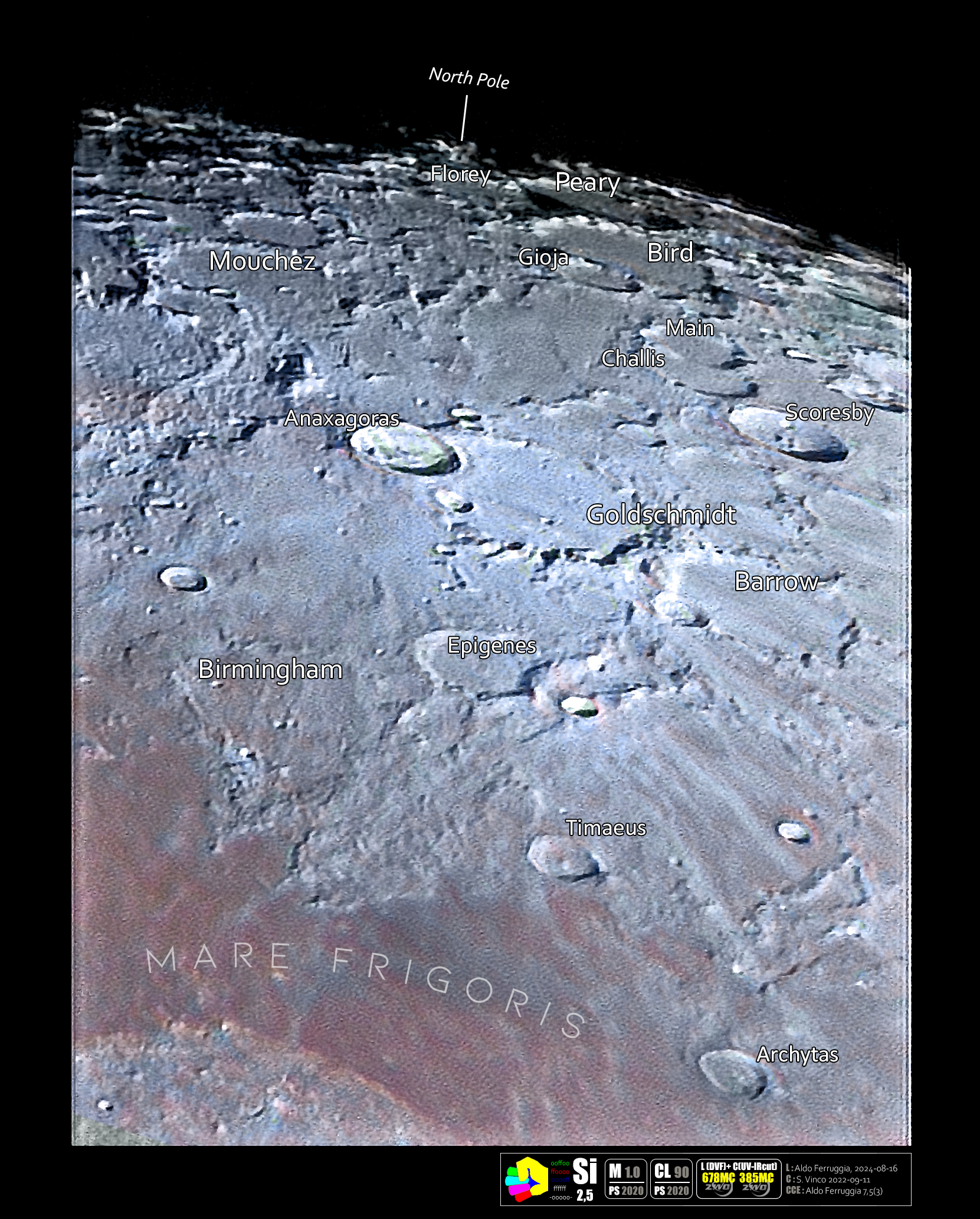
Immagine dell'area del cratere in formato Si. Vedi anche:

Il Cratere Scoresby è un cratere da impatto situato nella parte settentrionale della faccia visibile della Luna. Ha un diametro 54,93 Km  e una profondità di 2,4 Km.
È intitolato allo scienziato ed esploratore artico inglese William Scoresby (1789-1857).

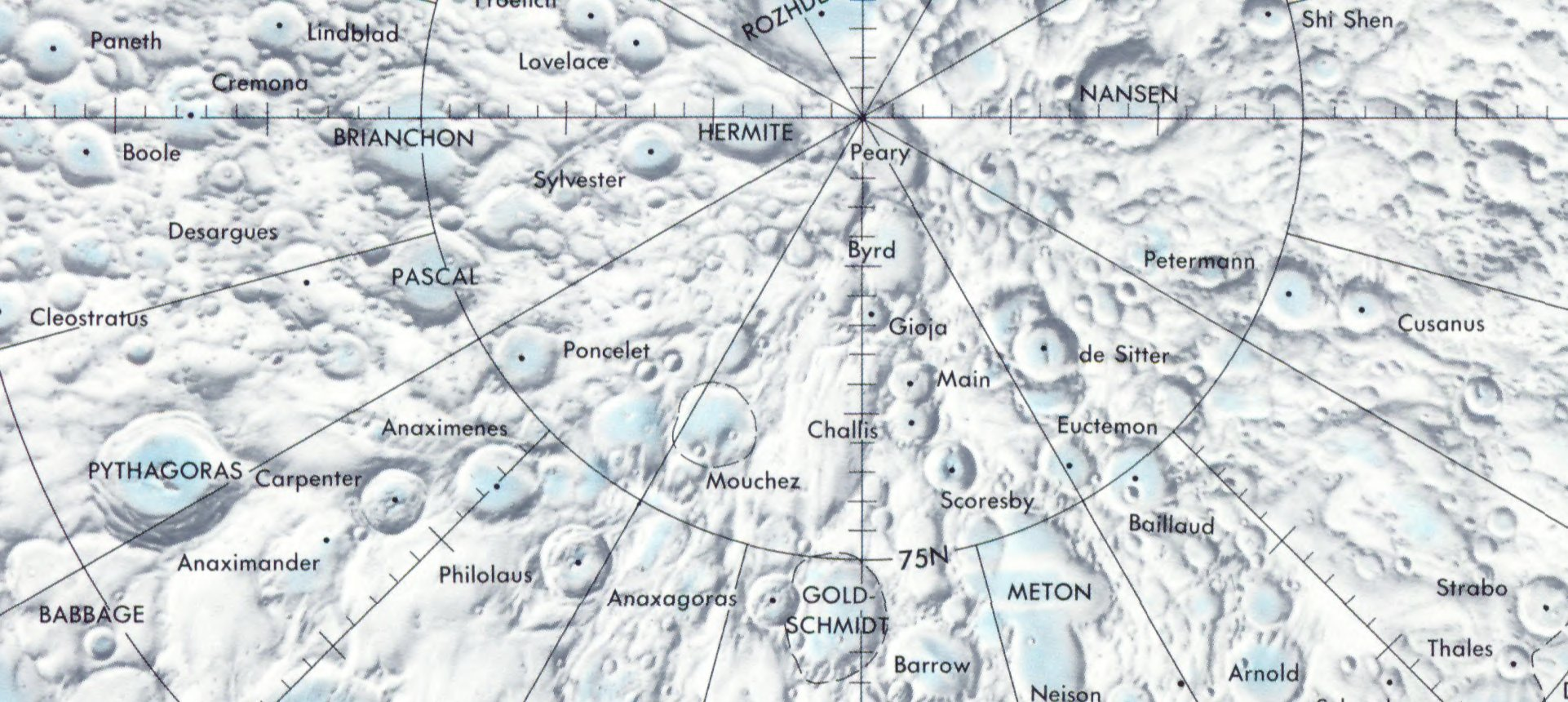
Localizzazione del cratere Scoresby, in basso a destra in prossimità del 75N.

## Descrizione
Il cratere Scoresby è quasi attaccato al cratere Challis lungo il bordo nord-occidentale e si trova appena a nord della spianata del cratere Meton.
A causa della sua posizione, questo cratere appare fortemente obliquo quando visto dalla Terra, dando l'impressione di essere di forma ellittica mentre è pressoché circolare se visto dall'alto.
Le pareti esterne sono scoscese, non significativamente erose dal tempo e non mostrano segni di impatto. Presentano una specie di terrapieno che si estende verso l'esterno fino a quasi metà del diametro del cratere, tranne dove è intersecato dal cratere Challis, a nord.
Le ampie pareti interne mostrano un aspetto terrazzato, che è stato degradato da una moltitudine di impatti minori nel corso del tempo.
Gran parte del fondale interno di Scoresby è pianeggiante, tranne nel suo settore nord-est che è invece solcato da un fondo accidentato. Al centro spicca una prominente formazione a picco costituita da tre creste montuose.
Subito a ovest delle cime centrali è presente un piccolo cratere; uno leggermente più grande si trova lungo la parete interna settentrionale.

## Crateri satelliti

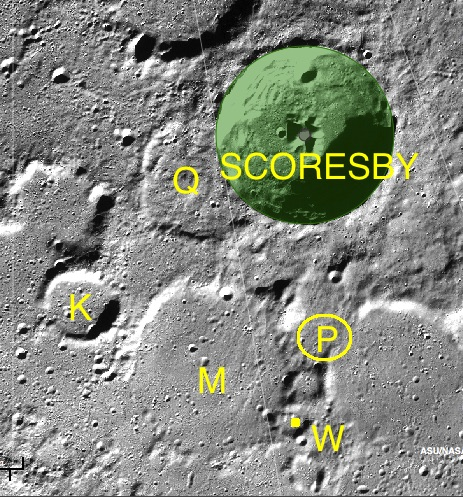
I crateri satelliti di Scoresby

Per convenzione, i crateri satelliti vengono identificati sulla mappa lunare ponendo una lettera sul fianco del punto centrale del cratere che è più vicino a Scoresby.
| Scoresby | Latitudine | Longitudine | Diametro |
| -------- | ---------- | ----------- | -------- |
| K        | 76.3° N    | 2.9° E      | 23 km    |
| M        | 75.6° N    | 8.1° E      | 54 km    |
| P        | 75.8° N    | 13.0° E     | 26 km    |
| Q        | 77.4° N    | 8.7° E      | 40 km    |
| W        | 74.5° N    | 11.2° E     | 10 km    |